# Hygienefachkraft
Hygienefachkraft ist eine in Deutschland staatlich anerkannte Berufsbezeichnung, die nach einer abgeschlossenen ein- bis zweijährigen Weiterbildung erteilt wird. Grundlage der Weiterbildung ist die Erlaubnis zur Führung der Berufsbezeichnung Gesundheits- und Krankenpfleger/-in oder Gesundheits- und Kinderkrankenpfleger/-in sowie mehrjährige Berufspraxis in diesem Bereich. Die Hygienefachkraft arbeitet in Krankenhäusern und in stationären, teilstationären und ambulanten Einrichtungen des Gesundheits- und Sozialwesens im Rahmen der gesetzlichen Vorschriften der Krankenhaushygiene und Infektionsprävention.

## Zulassungsvoraussetzungen
Der Lehrgang erfolgt auf der Grundlage der Weiterbildungs- und Prüfungsverordnung zu Fachkranken- oder Fachkinderkrankenschwestern und -pflegern für Krankenhaushygiene –Hygienefachkraft - WeiVHygPfl vom 11. April 1995 (GVBl. S. 315). Die Zugangsvoraussetzungen sind eine abgeschlossene Ausbildung als Gesundheits- und Krankenpfleger/-in oder Gesundheits- und Kinderkrankenpfleger/-in sowie eine mindestens zweijährige Berufsausübung in den genannten Berufen.

## Ablauf der Weiterbildung
Die Weiterbildung kann in einem Jahr in Vollzeit oder berufsbegleitend in zwei Jahren durchgeführt werden und gliedert sich in einen theoretischen und praktischen Teil:
Theorie:
- Grundkurs
- Krankenhausbetriebsorganisation und Sozialwissenschaften
- EDV-Teil der Krankenhausbetriebsorganisation
- Mikrobiologie
- Technische Krankenhaushygiene

Praxis:
- Einführungspraktikum und Arbeitgeberpraktikum (bei Arbeitgeber sofern Hygienefachkraft vorhanden)
- Praktikum in externen Krankenhäusern (sofern Hygienefachkraft vorhanden)
- Praktikum Hygieneinstitut (Laborpraktikum)

Während der Praktika sind folgende Bereiche von Bedeutung:
- Endoskopie
- Anästhesie
- Intensivstationen
- Chirurgische Abteilung inklusive Operationstrakt
- Innere Abteilung
- Zentralsterilisation
- Gemeinschaftsverpflegung (falls vorhanden)
- Krankenhausbetriebstechnik

## Aufgaben
Die Gesamtverantwortung für die Klinikhygiene obliegt üblicherweise dem  Ärztlichen Direktor eines Krankenhauses, der vom Krankenhaushygieniker, dem  hygienebeauftragten Arzt und der Hygienefachkraft beraten wird.
Der Hygienefachkraft sind hierbei meist folgende Aufgaben zugewiesen:
- Überwachung der Krankenhaushygiene und krankenhaushygienischen Maßnahmen
- Durchführung von Besichtigungen der Stationen und der sonstigen pflegerischen, diagnostischen, therapeutischen und versorgungstechnischen Bereiche
- Unterrichtung der Ärzte und des Pflegepersonals und der sonstigen leitenden Mitarbeiter bei Verdachtsfällen von gehäuften Infektionen
- Erstellung von Infektions- und Resistenzstatistiken
- Schulung der Mitarbeiter bezüglich Hygienemaßnahmen
- Überwachung der Hygiene- und Desinfektionsmaßnahmen
- Erstellung von Arbeitsanweisungen und Hygieneplänen
- Mitwirkung bei epidemiologischen Untersuchungen
- Mitwirkung bei der Fachaufsicht über die Sterilisationsabteilung, die Bettenzentrale sowie die Krankenhausgebäudereinigung

## Unterschied zum Hygienebeauftragten
Hygienefachkräfte und Hygienebeauftragte ergänzen sich in ihrer Tätigkeit, können sich aber nicht gegenseitig ersetzen. Hygienefachkräfte beraten in allen Fragen der Krankenhaushygiene, bewerten die vorhandenen Risiken und leiten daraus Maßnahmen zur Erkennung, Verhütung und Bekämpfung von Krankenhausinfektionen ab. Der Umfang der Beratungsleistung ist vom Risikoprofil der jeweiligen Einrichtung abhängig.
Hygienebeauftragte sind Ansprechpartner und Multiplikatoren für Fragen der Hygiene in ihrem Verantwortungsbereich. Hygienebeauftragte wirken auf die Einhaltung der Regeln der Hygiene hin. Dafür müssen sie sowohl die Organisation als auch die Arbeitsabläufe in der jeweiligen Einrichtung gut kennen und mit den Hygieneanforderungen in Einklang bringen. Diese Aufgabe kann nicht durch externe Berater wahrgenommen werden. Ziel ist nicht eine formale externe Beauftragung, um eine rechtliche Anforderung zu erfüllen, sondern eine inhaltliche Wahrnehmung der Aufgabe in der Einrichtung.

### Hygienefachkräfte
- Ausbildungsdauer ca. 12 Monate Vollzeit
- Stellung: Es wird empfohlen, die fachliche Zusammenarbeit der hygienebeauftragten Ärztinnen und Ärzte mit dem/der Krankenhaushygieniker/-in in betriebsinternen Vereinbarungen schriftlich festzulegen.

### Hygienebeauftragte
- Ausbildungsdauer 40 Stunden als Online-Fortbildung oder im Präsenzunterricht.
- Stellung: Die Hygienebeauftragte in der Pflege sind zwischen Station/Bereich und Hygieneteam wertvolle Mittler und Multiplikatoren und können so entscheidend zur Akzeptanz und Umsetzung empfohlener Maßnahmen beitragen.